# Найт, Роб
Роб Найт (англ. Rob Knight, род. 1976, Данидин) — профессор Калифорнийского университета в Сан-Диего и соучредитель проекта American Gut Project. Он также является соучредителем проекта Earth Microbiome Project, и исследования его лаборатории включают разработку лабораторных и вычислительных методов для характеристики микробиомов людей, животных и окружающей среды.
Найт получил степень бакалавра биохимии в Университете Отаго и докторскую степень в области экологии и эволюционной биологии в Принстонском университете в 2001 году, темой его диссертации была «Происхождение и эволюция генетического кода». До 2014 года он был профессором Колорадского университета в Боулдере.
Он провёл IAmA (сабреддит для интерактивных интервью) на Reddit и был одним из преподавателей онлайн-курса микробиома в проекте Coursera. В 2014 году он выступил на TED Talk на тему роли микробов в нашем здоровье. Позже эта идея была расширена в книге «Следуй за своим кишечником: огромное влияние крошечных микробов», написанной совместно с научным журналистом Бренданом Бюлером и опубликованной издательством Simon & Schuster.
В 2015 году он получил премию Вилчека за творческие обещания в области биомедицинских наук.
Про Роба Найта есть пролог и глава, посвящённая его исследовательскому духу, в научно-популярной книге «Я содержу множество» (англ. I Contain Multitudes), написанной для широких масс. Автор Эд Йонг рассказывает о своём посещении зоопарка Сан-Диего с Найтом, где он берёт мазки у разных животных, чтобы изучить собранные микробы. Он объясняет интригующую природу микроорганизмов и то, как они влияют на развитие жизни. Книга вышла в 2016 году.

## American Gut Project
American Gut Project (буквально Американский проект кишечника), который претендует на звание крупнейшего в мире краудфандингового и краудсорсингового научно-исследовательского проекта, направлен на характеристику человеческого микробиома — разнообразных сообществ микроорганизмов, которые живут в человеческом теле и на нём. Участники вносят денежный взнос и отправляют личные образцы микробиома, а также получают информацию о своём микробиоме.